# Al-fatnujah
AL-FATNUJAH (ALFNJ, AL-FNJ, FNJ) – polski zespół grający muzykę techniką beatboxu. Są prekursorami i promotorami tego gatunku w Polsce. Reprezentowali Polskę na oficjalnych mistrzostwach świata beatboxu w Berlinie w 2009 roku Beatbox Battle World Championship 2009. W kwietniu 2009 roku, tuż przed mistrzostwami, ogłosili że po zakończeniu trasy koncertowej w sierpniu 2009 zawieszą działalność.

## Początki zespołu
Zespół założyli w 2004 roku Hubert "Jahdeck" Pyrgies, Przemysław "Nubi01" Kawka i Mateusz "Fat Matthew" Jaroszewski w Lublinie. Al-fatnujah to nazwa składająca się z pierwszych sylab pseudonimów członków zespołu. Przedrostek AL bywa różnie interpretowany, ale pozostaje nieodłączną częścią nazwy zespołu.

## Kariera
Al-Fatnujah znani są głównie z koncertów. Zdarzało się, że publiczność w przypływie entuzjazmu śpiewała dla muzyków, przerywając ich koncert. Pomimo sukcesu formacji, zagrania wielu koncertów w kraju i za granicą, wydanej w 2006 roku płyty 10 Kilobeatz Mixtape – pierwszej nieoficjalnej Polskiej płyty beatboxowej, zespół nie potrafił porozumieć się w kwestii wydania legalnego autorskiego materiału. Wśród autorskich materiałów grupy, najbardziej popularny stał się utwór „Jestem tu u siebie” (Rial Agony 2008 „Bless Ya Riddim”), wydany na winylowym singlu dystrybuowanym na całym świecie, który przez wiele tygodni znajdował się na pierwszym miejscu list przebojów m.in. wrocławskiego radia Luz.
Muzycy o sobie mówią:
„Jesteśmy dj`em w trzech osobach zrodzonym z trzech różnych inspiracji. Szokującą mieszanką pozytywnych brzmień i bywa, że mocnych uderzeń. Gramy to co wszyscy znają, nadając temu naszych kolorów.”
ALFNJ to przede wszystkim oryginalny covering i sztuka beatboxowej adaptacji, inspirowanej utworami z pogranicza reggae, hip-hopu, r`n`b, drum`n`bass, electro, funku i popu.
„..są najlepsi, najsprawniejsi, najbardziej otwarci, najbardziej widowiskowi i zjawiskowi. Nogi wyrywają się do tańca!” (Jacek Szymczyk, Dziennik Wschodni 13-15.11.2006)
W 2006 roku wydali 10 Kilobeatz Mixtape – pierwszą polską płytę beatboxową. Została doceniona przez media, krytyków, a przede wszystkim publiczność, która wykupiła cały nakład w 3 miesiące od premiery.
„Pionierski projekt na naszym rynku (świetnie wydany w ręcznie robionym kartoniku) [...] sprawdza się na imprezach, w domu, wszędzie. Zróżnicowanie materiału i rozstrzał klimatów muzycznych [...] ” (Kamelito, Magazyn Hip Hop, Sierpień 2006)

## Powiązania
Al-fatnujah na przestrzeni 5 lat współpracowali m.in. z: DJ Feel-X`em, Love Sen-C Music Soundsystem, JuniorBwoy (Vavamuffin), Rahim (3xKlan, Paktofonika, Pokahontaz), Junior Stress, Grubson, Rasmentalism, DJ Noz, DJ DBT, Zgas, Blady Kris, DJ Kostek, Piotr Rubik i wieloma artystami z Polski i zagranicy. Supportowali takich artystów jak m.in.: Dilated Peoples, IAM, O.S.T.R., Joe Cocker, Giana Nanni, Dj Scratch (The Roots), Dreadzone, Fisz, Emade & Envee i innych.

## Zawieszenie działalności
W kwietniu 2009 roku na oficjalnej stronie internetowej zespół ogłosił, że z końcem sierpnia zawiesza działalność.
Jahdeck, Fat Matthew i Nubi prowadzili własny klub muzyczny „Chonabibe!”, ().

## Dyskografia
- 10 Kilobeatz Mixtape (Mixtape CD, 2006, 2toxic)
- utwór Chonabibe! na składance Chonabibe! (2007, 2toxic)
- utwór My Love na składance Chonabibe! (2007, 2toxic)
- Jestem tu u siebie (singel 7” winyl, 2008, Rial Agony)
- wybrane utwory na Oratorium dla świata - Habitat, Piotr Rubik (2 x CD, 2008 EMI Music Poland)
- utwór Chonabibe 2008 (2007, 2toxic)